# Cixius ukrainica
Cixius ukrainica är en insektsart som beskrevs av Logvinenko 1974. Cixius ukrainica ingår i släktet Cixius och familjen kilstritar.
Artens utbredningsområde är Ukraina. Inga underarter finns listade i Catalogue of Life.